# قنات دره برجی
قنات دره برجی، مربوط به دوره قاجار است و در شهرستان شهرکرد، شهر سورشجان واقع شده است. این اثر در تاریخ ۱۱ مرداد ۱۳۸۴ با شمارهٔ ثبت ۱۲۴۳۲ به‌عنوان یکی از آثار ملی ایران به ثبت رسیده است.